# 清水寛
清水 寛（しみず ひろし、1936年7月29日 - ）は、日本の教育学者。知的障害児教育が専門。埼玉大学名誉教授。

## 来歴
東京生まれ。1960年東京教育大学教育学部特殊教育学科卒業、同大学院博士課程満期退学。埼玉大学教育学部講師、助教授、教授、2002年定年退官、名誉教授。全国障害者問題研究会委員長、顧問。2002年『セガン　知的障害教育・福祉の源流』（編著）で第24回社会事業史学会文献賞受賞。2017年秋の叙勲で、瑞宝中綬章受章。

## 著書
- 『学ぶこと生きること 未来の教師たちへ』ぶどう社 1980
- 『障害児教育とはなにか 教育の真実を求めて』青木書店 青木教育叢書 1981
- 『発達保障思想の形成 障害児教育の史的探究』青木書店 青木教育叢書 1981
- 『人間のいのちと権利 民主主義・人権・平和と障害者問題』全国障害者問題研究会出版部 1989
- 『いのちと平和を学ぶ 小学生・父母との連続授業』新日本出版社 1991
- 『シリーズ福祉に生きる 57 近藤益雄』大空社 2010

### 共編著
- 『この子らの生命輝く日 障害児に学校を』河添邦俊,藤本文朗共著 新日本新書 1974
- 『障害児の教科指導』群馬障害児教育研究サークル著 田村勝治共編 明治図書出版 1974
- 『障害児の教育権保障』三島敏男共編 明治出版 1975
- 『障害児問題の今日と明日』一番ケ瀬康子共編著 ドメス出版 児童問題・現場からのレポート 1975
- 『セガン研究』全3集 埼玉大学セガン・ゼミナール集団著 編 今日和写植製本印刷・大宮美術印刷 1975-1977
- 『ゆたか作業所 障害者に働く場を』秦安雄共編 ミネルヴァ書房 障害児問題叢書 1975
- 『君がいてぼくがある 共同教育を志向する実践』青木嗣夫共編 ミネルヴァ書房 障害児問題叢書 1976
- 『全員就学と新たな教育の創造 障害児教育実践』戸山進・御子柴昭治共編 ぶどう社 1978
- 『障害児の義務教育』平原春好共編 総合労働研究所 1979
- 『共同教育と統合教育の実践』編 青木書店 障害者問題双書 1984
- 『この子らと生きて 近藤益雄とちえおくれの子の生活教育 写真+詩』城台巌写真 近藤益雄詩 近藤原理共編 大月書店 1986
- 『障害者と戦争 手記・証言集』編著 新日本新書 1987
- 『障害児の訪問教育 ここに子どもと生きる』編著 明治図書出版 1987
- 『発達保障の探究』田中昌人共編 全国障害者問題研究会出版部 1987
- 『生きること学ぶこと 大学での障害児教育の授業とゲスト講話集』編著 創風社 1992
- 『沖縄から平和を拓く エミール・沖縄への旅』編著 あゆみ出版 1995
- 清水好『お好さんの生活史 ある庶民の戦中・戦後』編・解説 ドメス出版 1996
- 『城戸幡太郎と日本の障害者教育科学 障害児教育における「近代化」と「現代化」の歴史的位相』高橋智共著 多賀出版 1998
- 『続・生きること学ぶこと』編著 創風社 2002
- 『セガン 知的障害教育・福祉の源流 研究と大学教育の実践』全4巻　編著 日本図書センター 2004
- 『近現代日本ハンセン病問題資料集成 編集復刻版 補巻7 (台湾におけるハンセン病政策/解説)』平田勝政共編 不二出版 2005
- 『日本帝国陸軍と精神障害兵士』編著 不二出版 2006
- 『忘れられた歴史はくり返す 障害のある人が戦場に行った時代』秋元波留夫共著 きょうされん KSブックレット 2006
- 『近現代日本ハンセン病問題資料集成 編集復刻版 補巻1-15 解説・総目次』藤野豊,訓覇浩,平田勝政,江連恭弘,大竹章共解説 不二出版 2007
- 『十五年戦争極秘資料集 補巻 28 資料集成戦争と障害者』全7冊 編者代表 不二出版 2007-08
- 『子どもに生きる 詩人教師・近藤益雄の生涯 写真記録』近藤原理共編 城台巖写真 日本図書センター 2009
- 『この子らと生きて 近藤益雄と知的障がい児の生活教育 写真記録』近藤原理共編 城台巖写真 日本図書センター 2009